# Francisc von Neuman, Baron de Végvár
Franz von Neuman (n. 1910, Arad, Austro-Ungaria, d. 1996, Naples, Florida, SUA), românizat Francisc, a fost un aristocrat evreu din Arad, cunoscut, mai ales, ca fondatorul clubului de fotbal FC UTA Arad.

## Biografie

### Familia
Primii membri ai familiei Neuman, Adolf, Dániel și Samu, s-au stabilit la Arad pe la jumătatea secolului al XIX-lea, veniți din Saca, Austro-Ungaria (astăzi cartier al orașului Košice, Slovacia). Aceștia înființează în anul 1851 Fabrica de spirt și drojdie, cunoscută ca Frații Neuman, iar în anul 1862 înființează o moară cu abur care măcina grâu și dădea „o bună făină”. Deși începuturile au fost modeste, aceasta a fost modernizată, dar în 1867 aceasta a fost distrusă de un incendiu. A fost reconstruită, în numai 7-8 luni, mai mare și mai modernă. În 1879, fabrica de spirt era prima ca mărime din imperiu, cu exporturi în Elveția, Spania, Italia și țările balcanice. Locul de amplasare a marii industrii s-a dovedit a fi nordul și nord-vestul orașului.
Fiecare dintre cei trei frați Neuman a avut la rândul lui câte un băiat: Adolf junior, Alfred și Carol. Carol înființează în anul 1909 Fabrica de textile.
În anul 1913, Adolf, Daniel și Adolf junior primesc titlul de baron al Imperiului Austro-Ungar pentru faptele deosebite în sprijinul comunității lor, fiind una dintre cele 27 de familii de origine evreiască de pe cuprinsul imperiului care au fost înnobilate.

### Primii ani, studii, preluarea afacerii familiei
Francisc s-a născut la Arad în anul 1910, tatăl său fiind Alfred Neuman. Francisc a mai avut un frate și o soră: Eduard și Maria.
Urmează cursurile Liceului Romano-Catolic, unde-și ia bacalaureatul, apoi în anul 1928 la insistențele unchiului său Carol, merge să studieze ingineria textilă în Anglia, la Londra. Cunoștea perfect patru limbi străine: engleza, franceza, maghiara și germana.
La Londra a devenit suporter al echipei de fotbal Arsenal, fiind prezent la meciuri etapă de etapă.
Revenit în țară, a făcut un stagiu de pregătire la Fabrica de textile, lucrând cot la cot cu muncitorii, iar la finalizarea acestui stagiu impus de unchiul său Carol, preia conducerea fabricii.
În anul 1930 Carol Neuman emigrează în Statele Unite ale Americii, iar în anul 1935 fratele său mai mare Eduard, care conducea Fabrica de spirt și drojdie (Indagrara), emigrează în Cuba, astfel Francisc preia toate afacerile familiei, la numai 25 de ani.
Ajuns la conducerea firmei la 33 de ani, Francisc Neuman avea un program bine stabilit. La 6 dimineața intra pe poartă la I.T.A și vizita toate secțiile (uzina avea peste 7.000 de muncitori). La ora 8, pleca spre fabrica de spirt și drojdie, iar la 10 lua masa cu conducerea firmei. La 11, se întorcea la I.T.A. După-masa, inspecta secțiile ambelor întreprinderi.
Odată cu preluarea afacerilor, Francisc Neuman a început un proces de modernizare a fabricilor, astfel la Fabrica de textile (ITA) introduce sitemul Bedaux prin care producția a fost urmărită zilnic, iar contabilitatea a avut la zi datele situației finaciare. Angajează ingineri din Germania, Austria, Cehoslovacia și Elveția. A construit o colonie de case pentru angajați cu creșă și grădiniță. A construit o cantină, unde angajații serveau masa zilnic într-o pauză de jumătate de oră. Astfel, a făcut din I.T.A. cea mai renumită uzină de textile în prelucrarea bumbacului și a devenit foarte popular printre angajați. În anul 1936 întreprinderea a avut peste 2000 de angajați, iar în anul 1938 o firmă din Anglia se oferă să o cumpere.
Din 1940, întreprinderea s-a dezvoltat foarte rapid, fiind instalate mașini noi. Producția s-a dublat față de 1938, iar pe lângă dezvoltarea întreprinderilor, au crescut și condițiile de trai ale muncitorilor, s-a înființat creșa, cămine de zi vestiare, dispensar, cantină modernă, etc.

### Pasiunea pentru fotbal
Pasionat de fotbal, în anul 1938, face o ofertă de cumpărare a echipei arădene AMEFA, club pe care îl susținea financiar, dar este refuzat. Nu renunță la proiectul de a deține o echipă de fotbal de succes, iar în anul 1945, aproape de finalul celui de-Al Doilea Război Mondial, decide să-și înființeze propria echipă: 
„Era uite aici, pe colț, unde e platforma UTA. Unde e stadionul azi, vizavi. A ținut o ședință, erau mulți prieteni de-ai lui, ingineri, oameni de încredere. A zis că vrea să facă o echipă de fotbal, cine are un nume de propus? Cineva a zis Gloria, care nu mai era, altcineva a propus să fie ca fabrica: ITA. Doar era fabrica lor! Bun. Și ce culori să aibă echipa? După multe discuții s-a notat să fie alb cu verde. Nimeni nu știe azi că, pentru câteva minute, UTA a avut aceste culori: alb-verde. Atunci baronul, care avea în minte combinația alb cu roșu, ca la Arsenal, dar era atât de delicat încât nu voia să impună nimic, a fost salvat de cineva de la Comunitate care a zis că nu se poate «alb cu verde, pentru că sunt culori naziste». Oamenii s-au trezit și a rămas alb cu roșu, ca pe Highburry. Ca Highburry avea să fie și stadionul, doar că un pic mai mic.”
 - profesorul Dionisie Piros
Astfel, la 18 aprilie 1945, ia ființă clubul de fotbal I.T. Arad, unde vor fi aduși cei mai valoroși fotbaliști din zonă, inclusiv din naționala Ungariei, precum Iosif Petschovski, Gyula Lóránt și Ladislau Bonyhadi.
În anul 1946 finalizează construcția stadionului I.T.A. care a fost inaugurat la 1 septembrie printr-un meci de fotbal cu echipa Ciocanul București. Arena era considerată, la acea dată, cel mai frumos stadion din țară, fiind o copie fidelă a stadionului echipei Arsenal Londra, Highbury, până și culorile tricourilor, alb și roșu, fiind împrumutate de la celebra echipă.
Baronul a mai deținut o echipă de fotbal, a Fabricii de spirt și drojdie, care evolua în ligile inferioare, Indagrara Arad.

### Viața amoroasă
Francisc Neuman a fost descris ca fiind un om de statură mijlocie, care ieșea în evidență mai ales prin îmbrăcămintea deosebit de elegantă, decât prin calitățile fizice. A avut o viață amoroasă controversată:
„Era o persoană foarte curioasă din fire, voia să știe tot ce se întâmplă în jurul său și îi plăcea să se afirme în oraș. Era un om deosebit de galant și ducea o viață de boem.”
 - Romulus Popovici
Baronul Neuman a avut câteva relații serioase, dar cea mai cunoscută fiind relația cu o doamnă blondă care lucra la departamentul de aprovizionare al întreprinderii. Norocul „amantei” s-a sfârșit însă cu naționalizarea fabricilor în 1948, când aceasta a fost primul angajat căruia comuniștii i-au desfăcut contractul de muncă.

### Emigrarea
Începând cu anul 1938, din cauza celui de Al Doilea Război Mondial, membrii familiei Neuman au părăsit Aradul, Francisc Neuman fiind singurul care a rămas.
În anul 1947, după preluare puterii de către comuniști, Baronul a fost arestat, petrecând opt luni în închisoare, averea fiindu-i confiscată. După eliberare a fost dus la marginea orașului și a fost sfătuit să plece din țară. Fără nici un ban, a emigrat în Elveția, unde se afla sora sa Maria, apoi s-a mutat la Salzburg, în Austria, unde și-a cunoscut soția cu care a emigrat în Statele Unite, la New York, în anul 1952 și cu care a avut doi copii: Andrew Alfred și Mary-Louise.
La 30 septembrie 1970, după eliminarea echipei Feyenoord Rotterdam de către UTA, în Cupa Campionilor Europeni, pe adresa clubului a sosit o telegramă pe care scria „Bravo!” și a fost semnată F. N.

## In memoriam
În memoria sa, un liceu tehnologic din Arad și stadionul de fotbal al echipei UTA îi poartă numele.